# Josef Václav Esop
Josef Václav Esop (4. ledna 1813 Dašice – 14. května 1880 Nový Bydžov) byl český lékař a politik, v 2. polovině 19. století dlouholetý starosta Nového Bydžova, poslanec Českého zemského sněmu a Říšské rady.

## Biografie
Vystudoval gymnázium v Rychnově nad Kněžnou a pak vysokou školu. Působil jako lékař (nejdříve v rodných Dašicích, od roku 1842 v Novém Bydžově). Byl aktivní i jako publicista, přispíval do časopisů Boj a Květy. V roce 1848 byl jedním z velitelů Národní gardy v Novém Bydžově. V 50. letech byl jedním ze dvou chirurgů v novobydžovské nemocnici. Po obnovení ústavního života v Rakouském císařství počátkem 60. let 19. století se zapojil i do komunální, zemské a celostátní politiky. Roku 1861 se stal starostou Nového Bydžova a ve funkci setrval do roku 1870. Opětovně byl starostou v období let 1877–1880. Za jeho úřadování došlo k výstavbě nové radnice v novogotickém slohu.
V zemských volbách v Čechách v roce 1861 byl zvolen v kurii venkovských obcí do Českého zemského sněmu za obvod Hořice – Nová Paka. Zvolen byl jako oficiální kandidát českého volebního výboru, tedy Národní strany (staročeské). Do sněmu byl zvolen také ve volbách roku 1870, nyní za městskou kurii v obvodu Jičín – Nový Bydžov. Mandát obhájil za týž obvod i ve volbách roku 1872. V doplňovacích volbách roku 1873 (vypsaných poté, co desítky českých poslanců přišly o mandát kvůli bojkotu sněmu, takzvaná pasivní rezistence) nicméně v tomto volebním okrsku byl zvolen místo něho Antonín Zvěřina.
Krátce byl rovněž poslancem Říšské rady (celostátní zákonodárný sbor), kam ho vyslal zemský sněm roku 1871 (tehdy ještě Říšská rada nevolena přímo, ale tvořena delegáty jednotlivých zemských sněmů) za kurii venkovských obcí v Čechách. Vzhledem k politice pasivní rezistence, kterou Češi protestovali proti ústavnímu směřování monarchie, se ale do práce parlamentu fakticky nezapojil. Jeho mandát byl pro absenci 23. února 1872 a znovu 11. června 1872 prohlášen za zaniklý.